# Roseto Capo Spulico
Roseto Capo Spulico är en ort och kommun i provinsen Cosenza i regionen Kalabrien i Italien. Kommunen hade 1 905 invånare (2018).